# 健康格差
健康格差（けんこうかくさ、health disparities、health inequalities、health divide）は、地域や社会経済状況の違いによる集団における健康状態の差である。ヘルシーピープル2010は、人種や民族、社会経済状況による健康と医療の質の格差であると定義している。米国保健資源事業局は「疾病、健康状態、医療アクセスにおける集団特異的な違い」と定義している。
偶然や生物学的要因（年齢、性別、遺伝）による集団の健康のばらつきとの違いを強調して、「回避可能で不必要で不公平で不公正な健康のばらつきである」とする定義もある。より積極的に偶然や生物学的要因との違いを強調して、「経済格差と健康格差は、税制、事業規制、福祉給付、医療財源といった課題において、社会によりなされた決定による結果である」とする主張もある。
健康較差（けんこうこうさ）と表記されることもある。
アメリカ合衆国では、アフリカ系アメリカ人、ネイティブ・アメリカン、アジア系アメリカ人そしてラテンアメリカ人といった少数民族における健康格差が、よく示される。白人と比較して、少数民族は慢性疾病の発生率が高く、死亡率が高く、劣悪な健康状況にある。アメリカ合衆国における人種的民族的格差の疾病特異的な例として、アフリカ系アメリカ人のガンの発生率は白人の発生率よりも10%高いというものがある。またアフリカ系アメリカ人とラテンアメリカ人は、糖尿病の進行する相対危険度が2倍であるとされる。少数民族は、心血管疾病、後天性免疫不全症候群、乳児死亡率も白人より高い。

## 概要
健康は、生物学的な背景、あるいは最新の医療技術へのアクセスにも依存しているが、主に、その集団の属する社会経済的地位に依存している。また、社会経済的地位は、連続的な勾配（社会的勾配）に従っているため、健康格差も、社会経済的地位に従い、連続的に生じている。
健康格差は、例えば、富裕層と貧困層のような社会的勾配の端同士の比較から見いだされると同時に、富裕層内部でも、社会的勾配にしたがって、見いだされている。

## 定義
健康格差という用語は、しばしば明確な定義なしに使われる。
- 系統的であり、ランダムではない健康状態のばらつき[11]
- 回避可能で、不必要な健康状態のばらつき[11]
- 不公平で不公正な健康状態のばらつき[11]
- 社会階層間に見られる健康状態のばらつき[11]
- カテゴリー化された社会集団間や、ランク付けされた社会集団内全体に勾配としてみられる健康状態のばらつき[11]
- 社会構造と社会制度の綻びにより生じる健康状態のばらつき[12]

## 原因
民族・人種集団間の健康格差の原因については、議論がある。健康格差は、3つの領域から生じているということが認められている。
1. 疾病の発生頻度の格差
さまざまな民族・人種集団個人の社会経済的地位、環境の特性から生じる
2. 医療へのアクセス（近接）の格差
医療提供制度に入ろうとするときに、特定の民族・人種集団が遭遇する障害から生じる
3. 医療の質の格差
さまざまな民族・人種集団の受ける医療の質から生じる

これらの領域が、民族・人種集団間の格差の原因として提案されている。
1979年のアメリカ合衆国保健教育福祉省の報告書では、米国の10大死亡原因による死亡を分析したところ、生活様式と生活環境の相対的寄与率は、それぞれ50%、20%であったとしている。

### 疾病の発生頻度の格差
疾病の発生頻度格差は、個人的社会経済的環境的性質から生じる。これらは従来の医療制度の蚊帳の外であり、また医療制度に先立ち存在している。健康格差は収入、居住環境、雇用状態、教育水準、生活様式（喫煙習慣、飲酒習慣、摂食、運動）、環境（大気汚染、水質汚染、農薬、緑地）、社会的環境（犯罪率、雇用機会）に関連している。
疾病の発生頻度の格差は、さまざま原因から生じている。
- 物質的領域 個人では管理できない外部環境の影響により生じる
- 文化・行動的領域 社会経済的背景により、個人の行動・生活様式は異なる。その違いから生じる領域[17]
- 心理社会的領域 精神的緊張の経験の違いにより生じる[18][19]
- 人生領域 どのような年齢であっても、現在の健康状態は、現在の状況だけではなく現在までの人生を反映している。その違いから生じる領域[20]

イギリスでは低い職業階層の人々は、高い職業階層の人々よりも、発生率や死亡率が高い。また、少数民族の人々は、精神障害と診断されることが多い、という例がある。
カナダではラロンド・レポート（1974年）によりイギリスではブラック・レポート（1980年）により健康格差が報告されている。
特に2つの人口統計上の集団の健康は、医療へのアクセス、医療の質とは別の要因による差がある、という事実に言及する場合には疾病の発生頻度の格差（Health inequalities, Inequalities in Health）、健康の分水嶺（health divide）と表記される。
1979年のアメリカ合衆国保健教育福祉省の報告書では、米国の10大死亡原因による死亡を分析したところ、不適切な医療の相対的寄与率は10%であったとしている。

### 医療へのアクセスの格差
医療へのアクセス（近接）の格差の原因は、数多くある。
- 保険の欠如 健康保険がなければ、患者は医療をうけるのを先に延ばし、必要な医療なしに生活し、処方箋なしに生活する。アメリカ合衆国の少数民族は、白人よりも健康保険の加入割合が低い[24]。日本では、非正規の労働者などで、健康保険が使えない状態で病状が悪化して医療機関に運ばれ死亡した国民が、2007年と2008年で少なくとも457人いると報じられている[25]。
- 定期受診の欠如 定期受診がなければ、患者は医療を受けるのが難しく、受診が少なく、処方箋を受け取りにくい。アメリカ合衆国の少数民族は、白人よりも定期受診は少なく、救急救命室や診療室を利用する機会が多い[26]。日本の周産期の現場では、未受診妊婦[27]が、産気づいたときに初めて医療機関に受診し出産することを飛び込み出産と呼んでいる。このような母体と胎児、新生児は、適切な周産期処置を受けることが困難なことがある[28]。
- 財源の欠如 財源の欠如は多くのアメリカ人にとって医療へのアクセスの障壁である。少数民族では、より顕著な障壁となる[29]。
- 法的障壁 低所得移民の医療へのアクセスは、国民保険計画への法的障壁によって妨げられている。例えばアメリカ合衆国の連邦法は、州がメディケイド（低所得者と身障者を対象とする医療扶助制度）を、移住して5年以下の移民に交付すること禁じている[30]。
- 構造的障壁 これは、交通手段の不足、迅速に日程を都合できないこと、待ち時間が長いこと、といった障壁である。これらのすべてが、必要な医療の入手に影響する[31]。
- 医療保険制度 アメリカ合衆国の医学研究所は、合衆国の医療提供制度と保険制度の分裂が、医療へのアクセスの障壁となっているとしている。少数人種・少数民族は、受けられる医療に制限があり、医療提供者の数にも限りがある健康保険計画に登録する傾向がある[30]。
- 提供者の不足 少数民族の集中している低所得者密集地帯、農村部、そして地域社会では、医療へのアクセスは、一次医療開業医、専門医、診断施設の不足のため、制限される[32]。
- 言語の壁 アメリカ合衆国では、英語の達人ではない少数民族は、言語の違いのため、医療へのアクセスが制限される[33]。日本の地方の医療現場では、標準語を話す医師や看護師が増え、方言を使う高齢者が、身体の痛みや心の悩みを伝えにくくなっているという課題がある[34]。
- ヘルス・リテラシー これは健康情報の獲得・模索・理解における課題である。例えば、良好な健康状態を理解していない患者は、いつ医療を求めることが必要なのかを知らない。ヘルス・リテラシーの課題は、少数民族に限ったことではないが、社会経済状況や教育要因のため、白人よりも少数民族において目立つ[32]。
- 医療従事者の多様性の欠如 医療へのアクセスにおける格差の大きな要因は、主に白人の医療提供者と少数民族の患者の間にある文化的な違いである。アメリカ合衆国の医師の4%がアフリカ系アメリカ人であり、5%がラテンアメリカ系である。これらの割合は、アメリカ合衆国における少数民族の割合よりも小さい[35]。

### 医療の質の格差
医療の質による健康格差は、以下からなる。
- 患者-提供者のコミュニケーションにおける課題 コミュニケーションは、適切で効果的な治療の提供には欠かせない。そして患者の人種に関わらずコミュニケーションの障害は、診断の誤り、不適切な投薬、追跡治療の不履行をもたらす。アメリカ合衆国で英語を母語としない人たちの間では、言語の壁は大きい。通院に通訳者が必要な英語を母語としない人たちで、通訳者がいると報告しているのは、半分以下である。さらに、コミュニケーションの障害は、白人の提供者による文化的な理解不足からも生じる。例えば患者の健康決定は、白人の提供者には理解されない、宗教的信仰心、西洋医学への不信、階層的役割に影響される[36]。

- 提供者による差別 これは、医療提供者は、無意識あるいは意識して、特定の人種や民族の患者に、他の患者とは異なる治療を提供するという状況である。いくつかの研究は、少数民族は、白人よりも、透析を受けていても腎移植を受ける機会や、骨折において鎮痛剤を受け取る機会が、少ないことを示している。批評家は、この研究に疑問を呈し、医師と患者が治療を決定する方法について、より多くの研究が必要であるとしている。またある批評家は、特定の疾患は少数民族に集積しており、臨床的判断はこれらのばらつきを反映しているとは限らないとしている[37]。

## 健康格差の臨界期
集団の健康と健康格差には臨界期があることが、ライフ・コース分析から明らかになってきている。健康と健康の社会的決定要因は、人生を通して、互いに影響している。
健康格差の発生する、以下のような臨界期が示されている。
1. 小学校から中学校への移行
2. 学校の試験
3. 労働市場への参加
4. 親との別居
5. 自宅の創設
6. 親への移行
7. 仕事の不安、変容、喪失
8. 労働市場からの退場

## 健康格差の緩和
連邦財団は、健康格差を緩和する手だてについての報告にて、人種・民族間の格差緩和への政策にて考慮されるべきステップを報告している。
- 医療提供者による一貫した人種・民族の資料の収集
- 格差緩和計画の効果の評価
- 文化的にも言語的にも合法的な医療の最低基準
- 医療従事者内の少数民族の代表を増やす
- 少数民族の健康を改善する行政府の設置
- すべての民族・人種集団のための医療へのアクセスの改善
- すべての医療制度の代表者が、少数民族の健康改善に関与すること

2000年の健康づくりのためのメキシコ声明では、国内と国際の両方における格差への取り組みの重要性が強調され、また良好な健康づくり戦略は効果的であるという充分な検証がなされていることが、確認された。

## 関連書籍
- Goldberg, J., Hayes, W., and Huntley, J. Understanding Health Disparities. Health Policy Institute of Ohio (November 2004).
- McDonough, J., Gibbs, B., Scott-Harris, J., Kronebusch, K., Navarro, A., and Taylor, K. A. State Policy Agenda to Eliminate Racial and Ethnic Health Disparities, Commonwealth Fund (June 2004).
- Smedley, B., Stith, A., and Nelson, A.Unequal Treatment: Confronting Racial and Ethnic Disparities in Health Care. 米国医学研究所 (2002).
- The Status Syndrome: How Social Standing Affects Our Health and Longevity ISBN 0805073701